# Negomir
Negomir is een Roemeense gemeente in het district Gorj.
Negomir telt 4023 inwoners.